# Peptoniphilus indolicus
Peptoniphilus indolicus è una specie di batterio appartenente alla famiglia delle Peptostreptococcaceae.